# Crocidura zaitzevi
Crocidura zaitsevi é uma espécie de musaranho da família Soricidae. Endêmica do Vietnã.